# Thyrocopa nihoa
Thyrocopa nihoa là một loài bướm đêm thuộc họ Oecophoridae. Nó là loài đặc hữu của Nihoa.
Chiều dài cánh trước khoảng 7 mm. Con trưởng thành bay vào ít nhất tháng 8 và tháng 9.
Tên gọi là nihoa đề cập đến đảo Nihoa, nơi duy nhất loài này xuất hiện.